# 斑紋圓魨
斑紋圓魨為輻鰭魚綱魨形目四齒魨亞目四齒魨科的其中一種，亞熱帶海水魚，分布於東大西洋區，從葡萄牙至安哥拉海域，棲息深度可達100公尺，體長可達20公分，棲息於淺水域，生活習性不明，可做為食用魚。

## 扩展阅读
維基物種上的相關：斑紋圓魨